# Lego Marvel Super Heroes 2
Lego Marvel Super Heroes 2 — відеогра 2017 року у жанрі action-adventure, створена на основі конструкторів Lego. Розробкою гри займалась студія Traveller's Tales. Видана вона була Warner Bros. Interactive Entertainment (WBIE) на платформи Microsoft Windows, PlayStation 4, Nintendo Switch та Xbox One 14 листопада 2017 року. Версія для MacOS, видана Feral Interactive, вийшла 2 серпня 2018 року.
Це продовження Lego Marvel Super Heroes 2013 року та третя відеогра із серії Lego Marvel. Головним лиходієм виступає Канг Завойовник, а основною темою гри є об'єднання персонажів з різних всесвітів.

## Ігровий процес
Lego Marvel Super Heroes 2 є грою в жанрі action-adventure з видом від третього лиця. Впродовж гри треба комбінувати різноманітних персонажів, а також вирішувати невеликі головоломки. В цілому ігровий процес схожий з попередніми відеоіграми від Lego, але також привносить нові особливості гри. На цей раз розробники постарались над відкритим світом. На відміну від попередніх Lego Marvel Super Heroes та Lego Marvel's Avengers карта не обмежена одним Нью-Йорком або кількома іншими маленькими локаціями. Згідно з сюжетом, Канг Завойовник викрав місця з різних часів та всесвітів і сформував з них місто Хронополіс. Хронополіс поділяється на 17 частин — Стародавній Єгипет, апокаліптичний Асґард, Атілан, Хала, Імперія Гідри, гори Куньлуню, Ніденія, Лемурія, болото Дідька, сучасний Мангеттен, середньовічна Англія, сучасний Нью-Йорк та його версії з всесвітів Marvel Noir та Marvel 2099, Дикий Захід, Сакаар, Ваканда і Ксандар. А посередині міста знаходиться величезна Цитадель Канга.
Новими особливостями ігрового процесу в грі, які не зустрічались до цього в Lego-відеоіграх, є конкурентний режим боротьби на чотирьох гравців (раніше було тільки двох), що дозволяє чотирьом гравцям грати на одному моніторі та можливість керувати часом. За допомогою цього уміння гравець може змінювати облік деяких персонажів та сповільнювати час. Також творець власних персонажів став набагато кращим. Тепер окремо можна налаштувати суперздібності свого героя, а також додалось більше кольорів для броні, волосся, шоломів, зброї тощо.  

### Персонажі
Як і в попередніх частинах франшизи відеоігор Lego Marvel, гравцю дають можливість керувати величезною кількістю різноманітних персонажів з всесвіту Marvel, це як супергерої, так і суперлиходії. Деякі з них відкриваються після завершення місії з їхньою участю, інші ж розкидані по відкритому світі, в більшості для їх отримання треба вирішити невеликі головоломки. Персонажі засновані на своїх версіях з кінематографічного всесвіту Marvel, але переважна більшість базується на коміксах. Асортимент персонажів пропонує версії давно знайомих героїв, але показані з іншого боку, точніше з іншого часу або всесвіту. Наприклад, ковбой Капітан Америка, середньовічний Галк, Свин-павук тощо.
Використовуючи вміння маніпулювати часом, гравець може змінювати образ певних героїв. До прикладу, таким є Ґрут. Він може змінювати свій вік від Малюка Ґрута (з фільму «Вартові галактики 2») до дорослого (з першої частини).
Загалом доступно близько 270 персонажів. Якщо завантажити DLC, тоді це число збільшиться ще десь на півсотню.

## Сюжет
Після подій першої частини пройшло 4 роки. ￼Вартові галактики прилітають на планету Ксандар, де місто руйнує величезний целестіал (або небожитель). Ним керує Канг Зайововник, який володіє кристалами часу. В кінці битви команда стає свідком викрадення частини столиці Ксандару. Тим часом, в особняку Месників Нік Ф'юрі посилає Месників на різні місії. Капітан Америка, Жінка-Галк і Тор борються з Присутністю на сибірському дослідницькому центрі; Капітан Марвел і Залізна людина мусять запобігти зловісним планам об'єднаних вчених Роксон і Аттуми; Людина-павук, Міс Марвел та Біла Тигриця рятують поранених внаслідок руйнування Бруклінського мосту від рук Містеріо і Шокера, до яких приєднуються Доктор Восьминіг, Крейвен-мисливець і Стерв'ятник. Після завершення своїх місій супергерої раптово опиняються у футуристичному місті Хронополіс, яке створив Канг зі шматків міст з різних часів та всесвітів. Отож, героям з усіх куточків часу і простору прийдеться об'єднатися, щоб повернути свої домівки на місце.

## Доповнення
До Lego Marvel Super Heroes 2 можна окремо придбати кілька бонусних DLC-пакетів, які додають в гру нові місії, персонажів, досягнення і транспорт. 4 з них присвячені фільмам кіновсесвіту, що вийшли в той час; ще 2 — телесеріалам; інші ж засновані на персонажах з коміксів.

### Agents of Atlas
Дата виходу (в Steam): 19 грудня 2017. Додає наступних п'ятьох іграбельних персонажів: Джимі Ву, Людина-горила, M-11, Уранець і Венера.

### Classic Guardians of the Galaxy
Дата виходу: 19 грудня 2017. Пакет включає тільки персонажів, які були учасниками оригінальної команди Вартових Галактики. До них входять: Чарлі-27, Майор Перемога, Мартинекс, оригінальний Йонду, Зоряний Яструб, Алета Оґорд та Ніккі.

### Out of Time Character Pack
Дата виходу: 19 грудня 2017. При покупці цього доповнення гравцеві стануть доступними Залізна людина 2020, Леді Павук, Носферата, Капітан Ассирія, Вормейкер, Галк 2099, нуарний Шибайголова. 

### Guardians of the Galaxy Vol. 2
Дата виходу: 19 грудня 2017. Крім нових персонажів (Єнот Ракета в костюмі спустошувача, Еґо, Краґлін, Стакар Огорд, Зоряний Лицар у костюмі спустошувача, Туллк) DLC-пакет додає бонусний рівень, який створений на основі першої сцени фільму «Вартові галактики 2».

### Champions Character Pack
Дата виходу: 16 січня 2018. Доповнення містить нових персонажів, які в коміксах об'єднані в супергеройську команду під назвою «Чемпіони». До них належать: Залізне Серце, Диявольський Динозавр, Місячна дівчинка, Вів Віжн (разом з собакою Спаркі), Амадей Чо, Надя Пім (Оса), Кейт Бішоп і Нова.

### Marvel's Black Panther Movie Characters and Level Pack
Дата виходу: 13 лютого 2018. Дане DLC присвячене фільму «Чорна Пантера» 2018 року. Включає в себе бонусний рівень, а також персонажів — новий костюм Чорної Пантери, Ерік Кіллмонгер, Еверет К. Росс, Улісс Кло, Накія та Окойя.

### Cloak and Dagger
Дата виходу: 20 березня 2018. Доповнення «Cloak and Dagger» (укр. «Плащ і Кинджал») базується на однойменному серіалі, додає бонусний рівень і персонажів — відповідно самих Плаща і Кинджал, Блекаута, Містера Негатива, Савана, Сивоволосого і Жаха.

### Runaways
Дата виходу: 10 квітня 2018. Присвячене серіалу «Втікачі». Включає бонусний рівень на основі епізоду з серіалу та учасників команди Втікачі: Алекс Вайлдер, Чейз Штайн, Гертруда Йоркс, Ніко Мінору, Кароліна Дін, Моллі Хейс, і Старе Мереживо (динозавр).

### Marvel's Avengers: Infinity War Movie Level Pack
Дата виходу: 24 квітня 2018. Присвячене фільму «Месники: Війна нескінченності», хоча події бонусного рівню не відбувалися у самому фільмі. У рівні Танос і його Чорний Орден вторгаються в Атілан — летюче місто нелюдей. Гравцю ж прийдеться відбити атаку лиходія, озброєного каменями вічності і захистити Атілан. До того ж, додає кількох нових персонажів: Танос (з «Війни нескінченності»), Ебоні Мо, Проксіма Міднайт, Корвус Глейв, Ґрут (підліток) і Галкбастер другої моделі.

### Marvel's Ant-Man and the Wasp Character and Level Pack
Дата виходу: 3 липня 2018. DLC створене на основі фільму «Людина-мураха та Оса». Скот Ленґ (Людина-мураха) і Хоуп ван Дайн (Оса) вирушають у занедбану лабораторію Генка Піма і зустрічають там його старого ворога — Яйцеголового. Супергероям потрібно буде завадити зловісним планам лиходія. Цих подій, як і у випадку з попереднім доповненням, у фільмі не було. Після покупки доповнення новий костюм Скота, Перехресний Вогонь, Яйцеголовий, Привид, Велетень (Рас Малхотра), Людина-муха, Жало (Кессі Ленґ) та Оса (Хоуп ван Дайн) стануть доступними як іграбельні герої.

## Критика й відгуки
| Агрегатор  | Оцінка                                 |
| ---------- | -------------------------------------- |
| Metacritic | (XONE) 76/100 (NS) 75/100 (PS4) 73/100 |

Критики добре сприйняли Lego Marvel Super Heroes 2. Вони відмітили прекрасний мовний зміст гри та можливість зіграти тонною різноманітних персонажів. 
| Рік  | Нагорода                                              | Категорія                                                            | Результат | Примітка      |
| ---- | ----------------------------------------------------- | -------------------------------------------------------------------- | --------- | ------------- |
| 2017 | Game Critics Awards                                   | Найкраща сімейна/соціальна гра                                       | Номінація | [ 21 ]        |
| 2017 | Gamescom 2017                                         | Найкраща сімейна гра                                                 | Номінація | [ 22 ]        |
| 2018 | New York Game Awards 2018                             | Нагорода Центрального парку дитячого зоопарку за найкращу дитячу гру | Номінація | [ 23 ]        |
| 2018 | National Academy of Video Game Trade Reviewers Awards | Комедійна вистава за підтримки (Дар Даш)                             | Номінація | [ 24 ] [ 25 ] |
| 2018 | Nickelodeon's 2018 Kids' Choice Awards                | Улюблена відеогра                                                    | Номінація | [ 26 ] [ 27 ] |
| 2018 | Develop Awards                                        | Анімація                                                             | Номінація | [ 28 ]        |